# Rakouský parlament

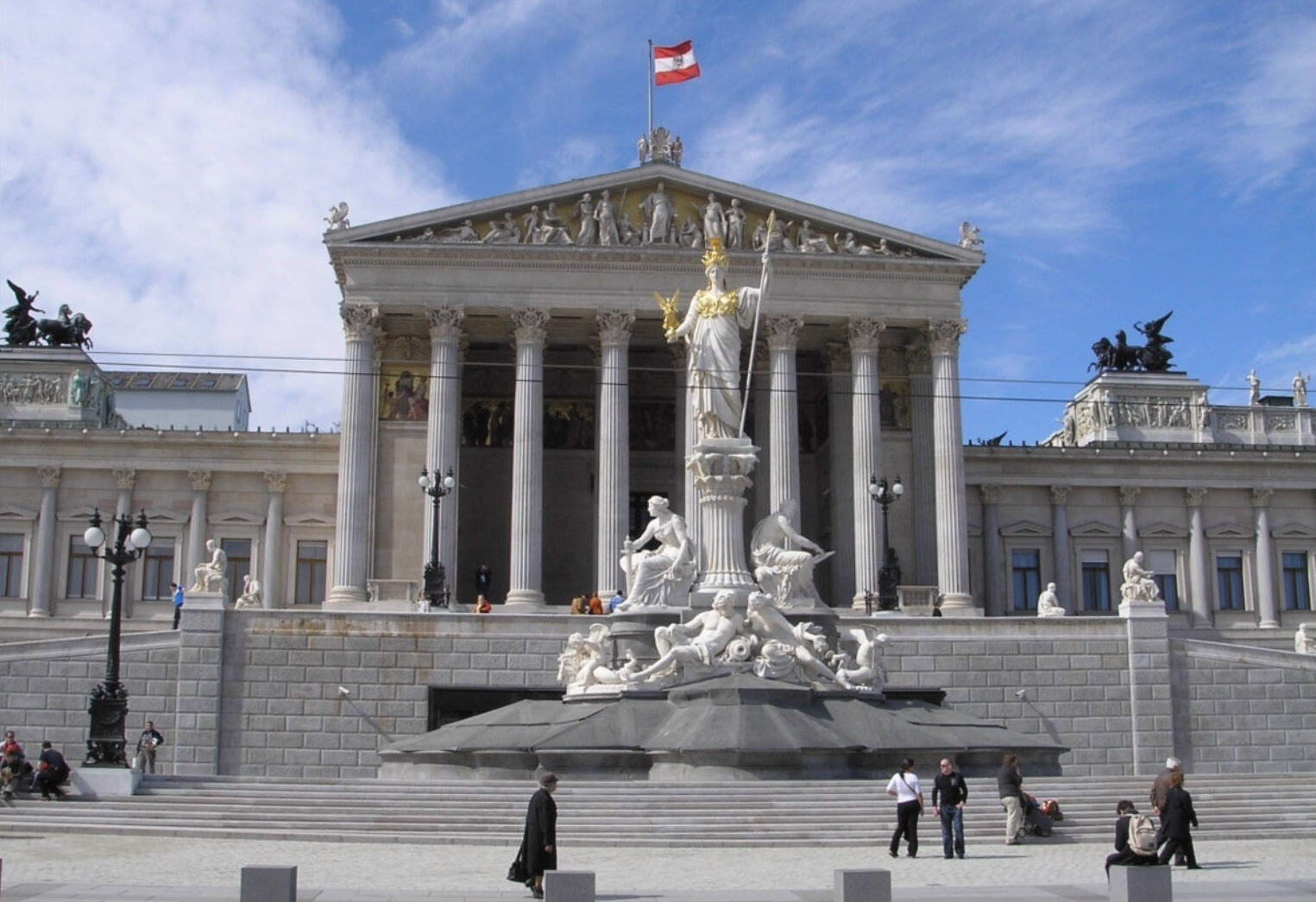
Budova, v níž zasedají obě komory parlamentu

Parlament Rakouské republiky je dvoukomorový zákonodárný orgán Rakouska. Skládá se z Národní rady, jež má 183 členů, a Spolkové rady o 61 členech (velikost komory ale není konstantní). Národní rada je volena obyvatelstvem na pětileté období, členy Spolkové rady volí zemské sněmy (Landtage) devíti rakouských spolkových zemí. Za zvláštních okolností (zejména při inauguraci spolkového prezidenta) se obě komory scházejí ke společnému zasedání pod názvem Spolkové shromáždění (Bundesversammlung). Ke společnému zasedání by dle rakouské ústavy také muselo dojít, kdyby byl prezident sesazován z funkce. Národní radě je odpovědná rakouská spolková vláda. Národní rada je v rakouském politickém systému výrazně dominantní sněmovnou, takže se výrazy "parlament" a "národní rada" běžně užívají jako synonyma. Spolková rada má pouze odkladné právo veta u většiny zákonů, má však absolutní právo veta u návrhů zákonů, jejichž cílem je změnit pravomoci spolkových zemí, nebo samotné Spolkové rady. Obě komory rakouského parlamentu zasedají ve stejné budově na vídeňské Ringstrasse.